# Isaque Comneno do Chipre
Isaque Comneno (em grego: Ἰσαάκιος Κομνηνός; romaniz.: Isaakios Komnēnos) ou Isaque Ducas Comneno (em grego: Ἰσαάκιος Δούκας Κομνηνός; romaniz.: Isaakios Doukas Komnēnos) (c. 1155 – 1195 ou 1196) foi o governante do Chipre entre 1185 e 1192, antes da conquista da ilha por Ricardo I de Inglaterra durante a Terceira Cruzada.

## Ascendência
Isaque era um membro menor da influente família bizantina dos Comnenos. Era filho dum desconhecido de nome Ducas Camatero e de Irene Comnena. Os seus avôs maternos eram o sebastocrator Isaque Comneno e a sua primeira esposa Teodora Camaterina. O avô materno de Isaque, seu homónimo, era o filho mais velho do imperador João II Comneno e da sua esposa Irene da Hungria, mas o seu irmão mais novo Manuel logrou clamar o trono para si.
Tanto Isaque de Chipre como o seu avô não devem ser confundidos com o imperador Isaque Comneno (r. 1057–1059), o qual foi tio-avô de João II.

## Biografia
A relato que se segue é baseado principalmente nas obras do historiador bizantino Nicetas Coniates (ca. 1155 – 1215 ou 1216).
O tio-avô de Isaque, o imperador Manuel I nomeou-o governador da Isáuria e da cidade de Tarso, no que é atualmente o sudeste da Turquia, onde iniciou uma guerra com o Reino Arménio da Cilícia, tendo sido capturado pelos inimigos. Como entretanto Manuel I morreu (em 1180), ninguém parece ter-se preocupado muito com a sorte de Isaque, que continuou prisioneiro dos Arménios durante muito tempo. Dado que casou com uma princesa arménia filha de Toros II, Senhor das Montanhas, durante o seu cativeiro em Chipre, em 1175 ou 1176, a sua vida de cativo não deve ter sido muito dura.

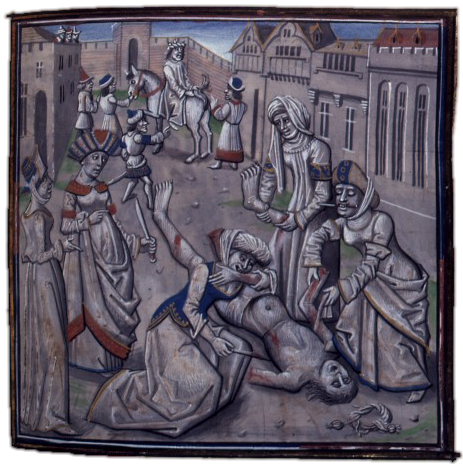
Ilustração da morte de numa obra de Guilherme de Tiro publicada no século XV

Finalmente, a sua tia Teodora Comnena, amante do novo imperador Andrónico I Comneno (r. 1183–1185), convenceu este a contribuir para o resgate de Isaque. Outros contribuintes do resgate foram o padrasto Constantino Macroducas e Andrónico Ducas, outro familiar e amigo de infância, um sodomita e um debochado nas palavras de Nicetas Coniates. Estranhamente, os Templários (a que Nicetas chama Phreri) também contribuíram para o resgate.
Quando Isaque foi libertado, em 1185, era evidente que ele se tinha cansado do serviço imperial, pelo que usou o dinheiro que lhe restava para contratar um corpo de mercenários e dirigiu-se a Chipre. Ali apresentou cartas imperiais falsas onde se ordenava à administração local que lhe obedecesse em tudo e estabeleceu-se como governante da ilha.
Constantino Macroducas e Andrónico Ducas foram obrigados a garantir a fidelidade de Isaque ao imperador e quando este se recusou a abandonar Chipre, o imperador mandou prendê-los por traição, apesar de Constantino ter sido sempre um dos seus mais fiéis apoiantes. Andrónico Comneno receava que Isaque tentasse usurpar-lhe o trono, pois o oráculo de água conduzido pelo cortesão Estêvão Hagiocristoforita tinha indicado que a letra inicial do nome do imperador seguinte era "I" (iota). Quando os prisioneiros saíram da prisão para serem julgados, Hagiocristoforita começou a atirar-lhes pedras e forçou outros a juntarem-se a ele. Andrónico Ducas e Constantino Macroducas foram depois empalados em frente ao palácio de Mangana. Nesse período foram mortos todos os amigos de Isaque. Outro oráculo indicou a data em que o imperador seguinte começaria a reinar, e Andrónico I ficou muito aliviado por saber que Isaque não teria tempo de vir de Chipre.
Entretanto Isaque tinha chamado muitos "Romanos" (bizantinos) para o seu serviço. Nomeou um patriarca independente em Chipre, que o coroou como basileu (imperador bizantino) em 1185. Mandou também cunhar moedas com a sua efígie e nome. Segundo Nicetas Coniates, rapidamente começou a pilhar a ilha, violando mulheres e desflorando virgens, impondo punições extremamente cruéis para crimes e roubando as posses dos cidadãos. «Cipriotas de alta estima, comparáveis a Jó em riquezas eram agora vistos a mendigar nas ruas, nus e esfomeados, se não tinham sido trespassados pela espada pelo seu irascível tirano.» Além disso, Isaque mandou cortar os pés ao seu velho professor Basílio Pentacenos, o que Nicetas achou ainda mais desprezível.
Ainda em 1185, Isaque II Ângelo tornou-se imperador depois duma revolta popular em Constantinopla na qual o seu antecessor foi morto. O novo imperador reuniu uma frota de 70 navios para reconquistar Chipre. A frota era comandada por João Contostefano e Aleixo Comneno, mas nenhum destes comandantes parece ter sido muito eficaz, pois João era bastante idoso e Aleixo tinha sido cegado por ordem de Andrónico I. As tropas imperiais desembarcaram em Chipre, mas Margarido de Brindisi, um corsário ao serviço do rei Guilherme II da Sicília (r. 1166–1189) capturaram os navios depois das tropas os terem abandonado. Isaque, ou mais propriamente Margarido, derrotaram as tropas bizantinas e prenderam os comandantes, que foram levados para a Sicília, enquanto os marinheiros permaneceram em Chipre, deixados à sua sorte e sobrevivendo como podiam. «Só muito depois regressaram a casa, aqueles que não tinham perecido.»
Em 1185 ou 1186, casou pela segunda vez com uma filha ilegítima do Rei [[Guilherme I da Sicília.

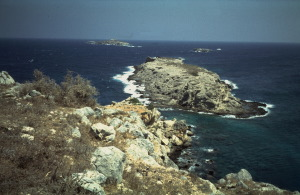
Cabo Apostolos Andreas, local onde, segundo a tradição, Isaque Comneno foi capturado pelos Cruzados de Ricardo de Inglaterra

Em 1192 (ou 1191 segundo outras fontes), a noiva e a irmã do rei inglês Ricardo Coração de Leão naufragaram em Chipre e foram feitos prisioneiros de Isaque. Em retaliação, Ricardo (a quem Nicetas chama "Rei dos Inglines") conquistou a ilha quando se dirigia para Tiro. Isaque foi capturado perto do cabo Apostolos Andreas, na península de Karpas, o ponto mais a norte da ilha. De acordo com a tradição, Ricardo prometeu a Isaque não o pôr a ferros, por isso prendeu-o com cadeias de prata. Isaque foi depois entregue aos Cavaleiros de São João (Hospitalários), que o prenderam em Margat, perto de Trípoli (atualmente no Líbano). Após o regresso de Ricardo à Europa, Isaque passou a ser prisioneiro de Leopoldo V, Duque da Áustria e de Henrique VI, Sacro Imperador Romano-Germânico, conforme ficou acordado no acordo de resgate de Ricardo, devido ao facto de Leopoldo ser filho de Teodora Comnena, tia de Isaque.
Posteriormente Isaque viajou para o Sultanato de Rum, onde tentou obter apoio contra o novo imperador bizantino Aleixo III Ângelo (r. 1195–1203). Contudo, as ambições de Isaque fracassaram, pois morreu envenenado em 1195 ou 1196.
Isaque é descrito como alguém intratável e violento, «fervendo de raiva como uma chaleira ao lume», mas é evidente que Nicetas não gostava dele. Em certa medida, as crueldades que lhe são atribuídas são poucas comparadas com as do imperador Andrónico I. Parece ter sido aliado de Guilherme II da Sicília, o qual era um poderoso espinho para os Bizantinos e que o ajudou a conservar a ilha, e tinha igualmente relações próximas com o sultão aiúbida Saladino.

## A filha de Isaque
Para além dum filho, que morreu entre 1187 e 1190, Isaque teve uma filha.
A filha de Isaque, de cujo nome não se conhece registo (usualmente é chamada "Donzela de Chipre" nas fontes), e nascida entre 1177 e 1178, juntou-se à corte de Ricardo Coração de Leão quando o seu pai morreu. Foi para Inglaterra por mar com outras damas da sua corte, incluindo a irmã de Ricardo, Joana Plantageneta, ex-rainha consorte da Sicília, e a esposa de Ricardo, Berengária de Navarra. Em 1194, como parte do acordo de resgate de Ricardo, a princesa cipriota foi libertada e posta à guarda de Leopoldo V, Duque da Áustria, seu familiar distante e do qual ficou noiva, embora nunca tivessem chegado a casar.
Mais tarde viveu na Provença, onde em 1199 encontrou o conde Raimundo VI de Toulouse e, mais uma vez, Joana Plantageneta, que era então esposa de Raimundo e estava grávida do seu segundo filho. O casal separou-se inesperadamente e Raimundo iniciou uma relação amorosa (ou casou-se, segundo outros) com a filha de Isaque. Esta relação acabou circa 1202 ou 1203, quando ela casou com Teodorico, um filho ilegítimo de Balduíno, conde da Flandres, ou de Filipe da Lorena, Conde da Flandres. O casal embarcou em Marselha em 1204, com um comboio de tropas que se iam juntar à Quarta Cruzada, mas não foram para Constantinopla. Ao chegar ao Reino de Chipre, o casal tentou reclamar a ilha como herdeiros de Isaque, mas a tentativa falhou e fugiram para a Armênia.